# ¡Boom! (Chile)
¡Boom! fue la adaptación chilena del concurso homónimo de FOX. El programa, presentado por José Miguel Viñuela y emitido de lunes a viernes a las 20:00 horas en Televisión Nacional de Chile, se estrenó el 9 de marzo de 2015.

## Mecánica
Dos equipos (el equipo rojo y el equipo azul), de cuatro jugadores cada uno, tienen que desactivar un total de diez bombas respondiendo a preguntas cuyas respuestas están representadas en cada uno de los cables de colores. De este modo, los concursantes deben cortar los cables de aquellas respuestas que consideren erróneas en las bombas. Así, si el jugador responde correctamente, el dinero del premio se mantendrá intacto. Si por el contrario, el jugador corta el cable equivocado o se quedan sin tiempo, la bomba explotará y el equipo perderá a uno de los jugadores y la cantidad asignada a esa bomba.

## Primera temporada
La primera temporada, de 2015, contó con 50 episodios.

### Episodio 1-5
| Nombre | Nombre                                      | Edad | Residencia          | Resultado     |
| ------ | ------------------------------------------- | ---- | ------------------- | ------------- |
|        | Brian Oviedo Micrero                        | 25   | Iquique             | Ganador       |
|        | Nicolás Brosnik Empleado en un supermercado | 24   | Concepción          | Finalista     |
|        | Leonel Brunstein Estudiante                 | 23   | Maipú               | Semifinalista |
|        | Sebastián Oro Estudiante                    | 20   | Las Condes          | Semifinalista |
|        | Amiel Cobos Cafetero                        | 26   | Maipú               | 12º Eliminado |
|        | Sofía Hajege Estudiante                     | 20   | Antofagasta         | 11ª Eliminada |
|        | Matías Álvarez Técnico en computación       | 27   | Viña del Mar        | 10º Eliminado |
|        | Trinidad Hernández Ama de casa              | 29   | Temuco              | 9ª Eliminada  |
|        | Valentina Elías Modelo                      | 27   | Vitacura            | 8ª Eliminada  |
|        | Ariana González Estudiante                  | 24   | Maipú               | 7ª Eliminada  |
|        | Lucía Roa Estudiante                        | 24   | Las Condes          | 6ª Eliminada  |
|        | Tomás Ubay Cocinero                         | 26   | Calama              | 5º Eliminado  |
|        | Agustina Cerro Cantante                     | 28   | La Serena           | 4ª Eliminada  |
|        | Gastón Aprolanzué Ingeniero en sistemas     | 30   | Viña del Mar        | 3º Eliminado  |
|        | Valeria Arzamaray Profesora                 | 39   | Puerto Montt        | 2ª Eliminada  |
|        | Abigail Rosales Estudiante                  | 19   | San Pedro de La Paz | 1ª Eliminada  |

|  | Brian     | Inmune    |           | Continúa  |           | Nominado  |           | Nominado      | Ganador   |
|  | Nicolás   |           | Continúa  |           | Inmune    |           | Inmune    | Inmune        | Finalista |
|  | Leonel    | Nominado  |           | Nominado  |           | Inmune    |           | Semifinalista |           |
|  | Sebastián |           | Continúa  |           | Nominado  |           | Nominado  | Semifinalista |           |
|  | Amiel     |           | Inmune    |           | Continúa  |           | Eliminado |               |           |
|  | Sofía     |           | Nominada  |           | Continúa  |           | Eliminada |               |           |
|  | Matías    | Inmune    |           | Inmune    |           | Eliminado |           |               |           |
|  | Trinidad  | Continúa  |           | Continúa  |           | Eliminada |           |               |           |
|  | Valentina |           | Continúa  |           | Eliminada |           |           |               |           |
|  | Ariana    |           | Inmune    |           | Eliminada |           |           |               |           |
|  | Lucía     | Continúa  |           | Eliminada |           |           |           |               |           |
|  | Tomás     | Continúa  |           | Eliminado |           |           |           |               |           |
|  | Agustina  |           | Eliminada |           |           |           |           |               |           |
|  | Gastón    |           | Eliminado |           |           |           |           |               |           |
|  | Valeria   | Eliminada |           |           |           |           |           |               |           |
|  | Abigail   | Eliminada |           |           |           |           |           |               |           |

- Datos: Q20022221